# Phyllomedusa neildi
Phyllomedusa neildi és una espècie de granota de la família dels hílids. Va ser descrit per Cesar Barrio-Amoros el 2006.
Només se'n coneix uns pocs individus, tots esmentats a la descripció original. No hi ha informació sobre l'extensió de la població o subpoblacions. Viu parcialment en una zona protegida.

## Distribució
Conegut només dels vessants xèrics més baixos de la Serra de San Luís, estat de Falcón a Veneçuela.
Fora de l'àrea protegida la recollida de llenya, la urbanització, l'agricultura i el pasturatge de cabres sense restriccions, formen una amenaça. Els boscos secs de Lara-Falcon es consideren en perill crític pel Fons Mundial per la Natura, el tercer bioma amb més perill d'extinció. Manquen dades per avaluar la situació concreta d'aquesta espècie.